# Tamara Elbaz
Tamara Elbaz (Purmerend, 15 maart 1982) is een Nederlands model, ondernemer en mediapersoonlijkheid. Ze werd bekend door haar deelname aan Modemeisjes met een missie en gevolgd door verschillende andere realityprogramma's om uiteindelijk vanaf 2023 onderdeel te zijn van The Real Housewives of Amsterdam.

## Levensloop
Elbaz groeide op in Volendam als dochter van een Volendamse moeder en een Marokkaans-Israëlische vader. Thuis werd er Hebreeuws en Volendams gesproken. Na een moeilijke jeugd in Volendam vertrok ze naar Amsterdam, waar ze rechten studeerde aan de Universiteit van Amsterdam. 

### Mode
Tijdens haar studententijd werd ze gescout als model, en werd ze het vaste gezicht van modeontwerper Addy van den Krommenacker. Door haar drukke modellencarrière stopte ze met haar studie.
Samen met Josh Veldhuizen en Maria Tailor ontwikkelde ze in 2012 een kledinglijn voor Lakeside gevolgd door de little orange dress. Door een zakelijk conflict verliet Veldhuizen het trio en gingen Tailor en Elbaz door met hun samenwerking door samen het label Tailor&Elbaz in 2014 te starten. Tailor was actief als creative en Elbaz deed het zakelijke aspect. In 2016 verliet Elbaz in goed overleg het bedrijf.

### Televisie
Elbaz was net als Tailor in 2011 te zien in het realityprogramma Modemeisjes met een missie. In 2023 werd ze onderdeel van de cast van het tweede seizoen van The Real Housewives of Amsterdam.
Daarnaast was ze te zien in Shopping Queens VIPS (2015), First Dates VIPS (2023)  en Beste Kijkers (2024).
In 2024 deed Elbaz mee aan het televisieprogramma Ons kent Ons. In 2025 was ze panellid in het televisieprogramma Ranking the Stars. Datzelfde jaar deed Elbaz mee aan het televisieprogramma Marble Mania.

### Podcast
Naar aanleiding van het succes van haar deelname in The Real Housewives, startte ze in 2024 samen met Maria Tailor en roddeljournalist Farja Farvadin een eigen podcast, genaamd GeenFilter. In april 2024 kwam ze in opspraak, omdat ze in de podcast commentaar had op het uiterlijk van presentatrice Sophie Hilbrand.

## Privé
Elbaz heeft een oudere zus en een jongere broer. Samen met haar ex-partner heeft ze een zoontje.